# Krycí jméno D.Ě.D.A.
Krycí jméno D.Ě.D.A. (v anglickém originále The Man from G.R.A.M.P.A.) je 21. díl 32. řady (celkem 705.) amerického animovaného seriálu Simpsonovi. Scénář napsala Carolyn Omineová a díl režíroval Bob Anderson. V USA měl premiéru dne 16. května 2021 na stanici Fox Broadcasting Company a v Česku byl poprvé vysílán 14. června 2021 na stanici Prima Cool.

## Děj
V londýnském sídle kontrarozvědky MI5 roku 1970 dostane britský špion Terrance za úkol vypátrat údajného amerického špiona pracujícího pro Sověty s krycím jménem Šedý Lišák, který žije v americkém městě s jadernou elektrárnou. Po padesáti letech má Terrance podezření, že za přezdívkou Šedý Lišák se skrývá Abe Simpson. Terrance si promluví s Abeovým synem Homerem a přesvědčí ho, že je jeho otec špion.
Terrance vezme Homera do springfieldského přístavu, kde sledují Abea, jak údajně přebírá tajný kód v holi a následně přebírá obálku s penězi. Terrance přesvědčí Homera, aby mu pomohl Abea zajmout, místo toho je ale unese oba. Marge se vydá Homera hledat, neboť se nevrátil domů. Spolu s náčelníkem Wiggumem a Hazel, dcerou Terrance, Homera s Abem najdou a zachrání. Policie zatkne Terrance, nakonec děda Abe zalže, že on byl Šedý Lišák, neboť lituje, jak Terrance za 50 let nic nedokázal.

## Produkce

### Vydání
Roku 2021 vydala stanice Fox Broadcasting Company osm propagačních obrázků k dílu.

### Původní znění
Brit Stephen Fry jako host daboval v původním znění Terrance, ředitele MI5, otce Terrance i Hazel a kanadsko-americký dabér Maurice LaMarche účinkoval jako Orson Welles.

### České znění
Režisérem a úpravcem dialogů českého znění byl Zdeněk Štěpán, díl přeložil Vojtěch Kostiha. Hlavní role nadabovali Vlastimil Zavřel, Martin Dejdar, Jiří Lábus a Ivana Korolová. České znění vyrobila společnost FTV Prima v roce 2021.

## Přijetí

### Sledovanost
Ve Spojených státech díl v premiéře sledovalo 1,06 milionu diváků. Rating ve věkové skupině 18–49 let dosáhl při premiérovém vysílání hodnoty 0,4.

### Kritika
Tony Sokol, kritik Den of Geek, napsal: „Simpsonovi by se měli opět ztratit, neboť jsou příliš soustředění. Tenhle díl působí jako film, u kterého by Homer usnul. Narážky na britské špionážní filmy přicházejí s jakousi úctou a smích se musí protlačit skrz příliš ztuhlý horní ret,“ a ohodnotil jej 3,5 hvězdičkami z 5.